# Cratere Rongo
Rongo  è un cratere sulla superficie di Cerere.